# NGC 6502
NGC 6502 (również PGC 61352) – galaktyka eliptyczna (E-S0), znajdująca się w gwiazdozbiorze Pawia. Odkrył ją John Herschel 20 czerwca 1835 roku.